# Judite da Boêmia
Judite da Boêmia (em tcheco/checo:  Judita Přemyslovna, em polonês/polaco:  Judyta Przemyślidka; Praga, 1056 — Płock, 25 de dezembro de 1086) foi uma princesa da Boêmia por nascimento, e duquesa consorte da Polônia pelo seu casamento com Ladislau I Hermano da Polónia.

## Família
Judite foi a primeira filha e segunda criança nascida do então duque Bratislau II da Boémia, mais tarde rei da Boêmia, e de sua segunda esposa, Adelaide da Hungria. Os seus avós paternos eram o duque Bretislau I da Boémia e Judite de Schweinfurt. Os seus avós maternos eram o rei André I da Hungria e Anastásia de Kiev.
Ela teve três irmãos por parte de pai e mãe: Bretislau II da Boémia, marido de Lutgarda de Bogen, Bratislau e Ludmila, uma freira. 
Também teve cinco meio-irmãos pelo terceiro e último casamento de seu pai com Svatava da Polônia, que foram: Boleslau, duque de Olomouc; Borivoi II da Boémia, marido de Gerberga da Áustria; Ladislau I da Boémia, marido de Riquilda de Berg; Sobeslau I da Boémia, marido de Adelaide da Hungria, e Judite, esposa de Wiprecht II de Groitzsch.

## Biografia
No ano de 1080, Judite casou-se com o duque Ladislau II Herman, sobrinho de sua madrasta. Ele era filho de Casimiro I da Polónia e de Maria Dobroniega de Kiev.
A duquesa Judite era considerada muito caridosa. Ela ajudava viúva e órfãos, e doava ouro e prata para os mosteiros, pedindo aos padres que rezassem a Deus para que lhe desse um filho.
Judite e Ladislau estiveram presentes na coroação de seu pai, Bratislau, como rei da Boêmia, no dia 10 de junho de 1085.
Em 20 de agosto de 1086, ela deu a luz a seu único filho, chamado Boleslau III. Contudo, devido aos efeitos do parto, ela faleceu no dia 25 de dezembro, apenas quatro meses depois, com apenas 30 anos de idade. Foi sepultada na Catedral de Płock, na Polônia.

## Descendência
- Boleslau III da Polónia (20 de agosto de 1086 – 28 de outubro de 1138), foi duque da Pequena Polônia, Silésia e Sandomierz. Foi primeiro casado com Zbyslava de Kiev, com quem teve dois filhos, e depois foi marido de Salomé de Berg, com quem teve doze filhos.